# Le Revest-les-Eaux
Le Revest-les-Eaux är en kommun i departementet Var i regionen Provence-Alpes-Côte d'Azur i sydöstra Frankrike. Kommunen ligger i kantonen La Valette-du-Var som tillhör arrondissementet Toulon. År 2022 hade Le Revest-les-Eaux 4 046 invånare.

## Befolkningsutveckling
Antalet invånare i kommunen Le Revest-les-Eaux
| Referens: INSEE |